# Artère gastro-duodénale
L'artère gastro-duodénale (ou artère gastrique droite de Winslow ou artère grande gastrique de Winslow) est une artère systémique de l'abdomen qui vascularise une partie de l'estomac, du duodénum et du pancréas.

## Origine
L'artère gastro-duodénale est la branche inférieure de l'artère hépatique commune qui nait à la base du petit omentum.

## Trajet
L'artère gastro-duodénale descend en arrière de la partie supérieure du duodénum dans le petit omentum le long du bord supérieur de la tête du pancréas.

## Terminaison
Au niveau du bord inférieur du duodénum, elle se divise en deux branches :
- l'artère gastro-omentale droite, qui vascularise une partie de l'estomac au niveau de la grande courbure ;
- l'artère pancréatico-duodénale supéro-antérieure qui vascularise une partie du duodénum et une partie de la tête du pancréas.

## Branches collatérales
Le long de son parcours, l'artère gastro-duodénale donne l'artère pancréatico-duodénale supéro-postérieure, l'artère supra-duodénale et les artères rétroduodénales.

## Anastomoses
Chacune des deux branches de division s'anastomose :
- l'artère gastro-omentale droite s'anastomose avec l'artère gastro-omentale gauche, branche de l'artère splénique ;
- l'artère pancréatico-duodénale supéro-antérieure avec l'artère pancréatico-duodénale inférieure, branche de l'artère mésentérique supérieure.

## Aspect clinique
L'artère gastro-duodénale peut provoquer un saignement abdominal abondant lors d’un ulcère, étant donné que le pylore est le site préférentiel d’apparition d’ulcère.